# Заклічин (місто)
Заклічин (пол. Zakliczyn) — місто в південній Польщі, на річці Дунаєць.
Належить до Тарновського повіту Малопольського воєводства.

## Демографія
Демографічна структура станом на 31 березня 2011 року:
|          | Загалом | Допрацездатний вік | Працездатний вік | Постпрацездатний вік |
| -------- | ------- | ------------------ | ---------------- | -------------------- |
| Чоловіки | 797     | 160                | 548              | 89                   |
| Жінки    | 806     | 157                | 477              | 172                  |
| Разом    | 1603    | 317                | 1025             | 261                  |